# Twenty One Pilots (альбом)
Twenty One Pilots — одноимённый дебютный студийный альбом американской группы Twenty One Pilots, выпущенный независимо 29 декабря 2009 года. Альбом разошелся тиражом 115 000 копий и достиг 139-го места в американском Billboard 200. Это единственный альбом, в котором представлены басист Ник Томас и барабанщик Крис Салих, прежде чем они оба покинули группу в 2011 году.

## История создания
Работа над песнями началась в конце 2008 когда Крис Сали предложила Тайлеру Джозефу создать группу и писать вместе музыку. Осенью 2008 Тайлер и Крис начинают репетировать в самодельной студии Криса в подвале его дома песни написанные Тайлером. Группа решает, что им нужен басист и Тайлер предлагает Нику Томасу, с которым Джозеф записывал ранние песни в старшей школе, присоединиться в роли басиста.  4 мая 2009 группа выпускает демо-диск с ранними песнями группы под названием «Johnny Boy» которые они записали в студии Криса. Через некоторое время после выхода альбома выяснилось, что альбом был записан в самодельной студии звукозаписи в подвале общего дома участников группы начиная с июня по ноябрь 2009.
Тексты песен были в основном написаны солистом Тайлером Джозефом.
Обложка альбома была разработана Джоном Реттштаттом, другом Джозефа.

## Критика
Американский телеканал Fuse высоко оценил «говорящее пение» Джозефа и «прекрасные фортепианные аранжировки» на альбоме, хотя и раскритиковал его произношение во время рэп части.

## Список композиций
Слова и музыка всех песен — Тайлер Джозеф.
| №                   | Название                    | Длительность |
| ------------------- | --------------------------- | ------------ |
| 1.                  | «Implicit Demand for Proof» | 4:52         |
| 2.                  | «Fall Away»                 | 3:02         |
| 3.                  | «The Pantaloon»             | 3:34         |
| 4.                  | «Addict With A Pen»         | 4:47         |
| 5.                  | «Friend, Please»            | 4:13         |
| 6.                  | «March To The Sea»          | 5:32         |
| 7.                  | «Johnny Boy»                | 4:39         |
| 8.                  | «Oh, Ms. Believer»          | 3:37         |
| 9.                  | «Air Catcher»               | 4:13         |
| 10.                 | «Trapdoor»                  | 4:37         |
| 11.                 | «A Car, A Torch, A Death»   | 4:34         |
| 12.                 | «Taxi Cab»                  | 4:46         |
| 13.                 | «Before You Start Your Day» | 3:53         |
| 14.                 | «Isle Of Flightless Birds»  | 5:46         |
| Общая длительность: | Общая длительность:         | 62:08        |

## Чарты
| Чарт (2017 г.)      | Позиция в чарте |
| ------------------- | --------------- |
| США (Billboard 200) | 139             |